# Čhakarvada
Čhakarvada (Chakarvāda) je sanskrtski izraz, ki pomeni zemeljski svet.
Pri budistih je čhakarvada zemeljski svet  v Triloki s svetovno goro Meru v sredini in oceanom, ki jo obkroža. Čhakarvada leži pod Devaloko in nad Narakami. Po budističnem verovanju je samo v čhakarvadi možna dokončna osvoboditev iz samsare.